# Franchevelle
Franchevelle település Franciaországban, Haute-Saône megyében. Lakosainak száma 486 fő (2022. január 1.). Franchevelle Linexert, Lure, Citers, Quers, Rignovelle és Saint-Germain községekkel határos.

## Népesség
A település népességének változása:
| Lakosok száma | 420  | 415  | 423  | 428  | 439  | 451  | 473  | 483  | 486  |
|               | 2013 | 2015 | 2016 | 2017 | 2018 | 2019 | 2020 | 2021 | 2022 |